# Sinopotamon denticulatum
Sinopotamon denticulatum är en kräftdjursart. Sinopotamon denticulatum ingår i släktet Sinopotamon och familjen Potamidae. IUCN kategoriserar arten globalt som livskraftig. Inga underarter finns listade i Catalogue of Life.